# Boleslau II de Bohèmia
Boleslau II de Bohèmia conegut com El Pietós (967 - 7 de febrer de 999) fou fill i successor de Boleslau I.

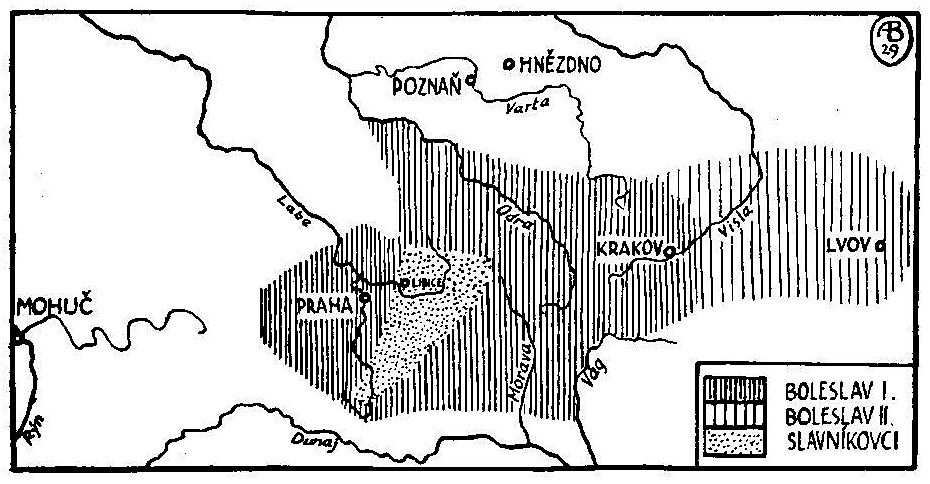
Dominis de la Bohèmia durant el regnat de Boleslau II i el seu pare

Com el seu pare lluità per la independència de la Bohèmia auxiliant a Enric II de Baviera contra Otó II a la Guerra dels Tres Enrics, però el duc de Baviera va ser derrotat i l'emperador Otó II va recuperar tot el poder. Poc després, el jove emperador va fer una expedició de represàlia contra Bohèmia, el 978 obligant el duc Boleslau a sotmetre's. Amb Boreslau II acabà l'organització eclesiàstica del país al fundar-se el bisbat de Praga el 973, establint també molts monestirs. Va vèncer la resistència de la noblesa exterminant la poderosa família dels Slawnike, després de prenedre el seu castell de Libitz el 995.
Durant el seu regnat es desenvoluparen sagnants lluites entre cristians i pagans. Restà casat amb Emma de Borgonya que li'n donà quatre fills:
- Boleslau III, el seu fill, hereu i successor
- Wenceslao, morí quan encara era un nadó.
- Jaromir, més tard es convertí en duc de Bohèmia.
- Oldrich, també es convertí en duc de Bohèmia.